# Aphodius brevis
Aphodius brevis (лат.) — вид пластинчатоусых жуков из подсемейства афодиин.
Имаго длиной 3,5—4,5 мм. Тело чёрное, сильно выпуклое. Верхняя шпора задних голеней короче первого членика задних лапок.